# کوماک سی‌۹۲۹
کوماک سی‌۹۲۹ (به انگلیسی: Comac C929) با نام پیشین کرایک سی ار۹۲۹ یک هواپیمای ۲۵۰ تا ۳۲۰ نفره پهن‌پیکر است که توسط شرکت کوماک، برای مقابله با بوئینگ و ایرباس ساخته می‌شود.
این برنامه قبلاً توسط کرایک (شرکت بین‌المللی هواپیماهای تجاری چین و روسیه)، سرمایه‌گذاری مشترک بین کوماک و یونایتد ایرکرفت کورپوریشن (UAC) با نام کرایک سی‌آر۹۲۹  توسعه داده شده بود. به دنبال تنش بین شرکا و عدم قطعیت های مرتبط با تحریم های بین المللی علیه روسیه، کوماک در سال 2023 این برنامه را مستقل از UAC ادامه داد.